# Veseli Bokovenkî, Dolînska
Veseli Bokovenkî (în ucraineană Веселі Боковеньки) este un sat în comuna Ivanivka din raionul Dolînska, regiunea Kirovohrad, Ucraina.

## Demografie
Componența lingvistică a localității Veseli Bokovenkî
     Ucraineană (93,18%)
     Rusă (6,82%)
Conform recensământului din 2001, majoritatea populației localității Veseli Bokovenkî era vorbitoare de ucraineană (93,18%), existând în minoritate și vorbitori de rusă (6,82%).